# Инмарко
Инма́рко — российская торговая марка по производству мороженого, в 2008 году была приобретена британско-нидерландской компанией Unilever.

## История

### Основание компании
В 1992 году в Новосибирске шесть частных лиц, среди которых были Вадим Любимцев, Павел Шутов и Андрей Одинец, основали «Инвестиционно-маркетинговую компанию» или сокращённо — «Инмарко». Первое время владельцы компании продавали мороженое Новосибирского хладокомбината, позже подключили других региональных производителей.
В 1994 году «Инмарко» стала импортировать мороженое, ввозила вафельные рожки и эскимо из Польши, Дании, Англии, Швеции, Испании, сотрудничала с компаниями Koral, Augusto, ISCO, Menorquina, «Фридерикс». Но базовый ассортимент оставался датский премиального сегмента и польский экономкласса.
В 1994 году компания закупила в Дании первые морозильные камеры и перенесла продажу с лотков на киоски.

### Открытие собственного производства
В середине 1990-х годов в России изменились таможенные платежи. Ситуация сложилась таким образом, что дешевле было открыть своё производство, чем продолжать ввозить мороженое из-за рубежа.
В 1996 году в поселке Элитное Новосибирской области появилась первая фабрика «Инмарко» мощностью 5 тыс. т. Предприятие строили датчане из Frisco. Продукцию и упаковку разрабатывало специально созданное подразделение. Рекламой в то время компания не занималась, считая, что рекламой будет сама упаковка, которая выделялась необычным ярким дизайном.
Помимо оптовой торговли и реализации через киоски, компания стала поставлять продукцию в магазины. Примерно через год, существующих мощностей фабрики стало не хватать. Стал вопрос о расширении, но на базе Новосибирского предприятия это было невозможно из за ограниченной территории. В 1997 году на аукционе «Инмарко» приобрела государственный пакет акций фабрики в Омске. Фабрика нуждалась в модернизации, компания пускала на это всю свою прибыль. Модернизацией занимались те же специалисты из Дании и Германии.
На сегодняшний день на Омской фабрике проведено три реконструкции, потенциальная мощность производства в Омске составляет 50 тыс. тонн.

### Расширение компании
В 1998—1999 годах, после финансового кризиса, с российского рынка уходят иностранные производители мороженого, и их место занимает компания Инмарко. Ассортимент продукции существенно расширяется, компания продвигает свою продукцию в центральные регионы. Из-за нехватки производственных мощностей и сложностью доставки в европейскую часть России, Инмарко размещает заказы на других российских предприятиях, в том числе и у конкурентов.
В 2002 году Инмарко создает сеть официальных дистрибьютеров в Сибири, на Урале и в центральной части России. Количество собственных киосков в Новосибирске и Омске достигает 330. В том же году компания стала лидером на рынке мороженого в России продав за год 27 145 тонн.
В 2003 году учреждена управляющая компания «Бизнес-развитие» с целью привлечения инвестиций. Блокирующий пакет компании приобрел ЕБРР через фонд Norum за $8 млн Det Norske Veritas провела сертификационный аудит компании и Инмарко получила сертификат соответствия международным стандартам ISO 9001:2000
В 2004 году компания начала покорение центральных регионов России. В первый год работы в столице было размещено около 1500 морозильных ларей. Позже в 2005 году для развития продаж в центральных регионах Инмарко приобрела ООО «Финк», бывшего дистрибутора мороженого «Альгида». В результате этой покупки сбытовая сеть «Инмарко» увеличилась на 600 торговых точек. В Московском регионе компания столкнулась с трудностями, связанными с отсталостью рынка Москвы. По мнению менеджеров компании, сейчас столичный рынок развивается на том этапе, который был пройден в Сибири 10 лет назад.
Состоялось размещение облигационного займа объёмом 1 млрд рублей. Полученные в результате средства компания направила в первую очередь на погашение кредитов коммерческих банков и финансирование инвестиционных программ. В этом же году, впервые за 12 лет существования, «Инмарко» начала размещать рекламу на национальном телевидении.
В 2004 году оборот «Инмарко» составил $64 млн, что позволило компании вновь стать лидером российского рынка мороженого, её доля по итогам года составила 9,2 %. В 2005 году у компании «Инмарко» было 26 тыс. морозильных ларей, установленных в магазинах-партнёрах. Ассортимент насчитывал более 100 наименований мороженого.
В 2006 году компания предприняла попытку диверсифицировать свою продукцию и вышла на рынок замороженных продуктов с собственным брендом «Есть идея». Овощи и ягоды продаваемые под этой маркой производились по контракту на польском заводе Oerlemans Foods Siemiatycze. Однако компания быстро вывела такую линейку продукции, поскольку посчитала этот бизнес нестабильным и неперспективным.
В 2007 году компания существенно усилила свои позиции на рынке европейской части России, после приобретения ОАО «Тульский хладокомбинат» Компания планирует масштабную реконструкцию тульской фабрики, вложив в неё $53 млн, с вводом фабрики в эксплуатацию в 2010 году, что позволит увеличить мощность фабрики после реконструкции до 45—50 тыс. тонн.
2008 год корпорация Unilever официально сообщила о приобретении «Инмарко», став единственным владельцем фирмы. 1 апреля 2010 года ОАО «Инмарко» было преобразовано в одноимённое ООО, которое 3 апреля 2012 года прекратило своё существование в качестве самостоятельного юридического лица после реорганизации и присоединения к обществу «Юнилевер Русь».
Под товарным знаком «Инмарко» продаётся более 100 разнообразных видов мороженого 15 отдельных торговых марок: Cornetto, MAX, Эkzo, «Магнат», Carte D’Or, Carte D’Or Gelato, «Золотой Стандарт», «Русский Размах», «ГОСТ», «Фифти-фифти», «Фишка», «Джемка», «Загадка», «Белый парус», «Торжество», «Ягодная долька».

## Деятельность
В 2005 году ассортимент продукции насчитывал около 100 наименований.
В 2007 году выручка компании составила 170 млн долларов США, что позволило компании занять 12 % российского рынка мороженого.

## Филиалы и представительства
На 2009 год компания имела производства в Туле и Омске. Филиалы в городах Новосибирск, Омск, Красноярск, Новокузнецк, Кемерово, Барнаул, Екатеринбург, Казань, Москва, Тула. По данным исследовательского агентства «Бизнес Аналитика», «Инмарко» контролировала[когда?]

 11,8 % продаж в натуральном выражении в России (в 16 крупнейших городах).
По данным этого же агентства, за первый квартал 2010 года доля «Инмарко» на рынке крупных российских городов превышала 20%.